# Archivos de Arte Americano
Los Archivos de Arte Americano (estadounidense) en inglés: Archives of American Art es la mayor colección de recursos primarios documentales de la historia de las artes visuales en los Estados Unidos. Más de 16 millones de entradas de material original están conservados en los centros de investigación de Archivos en Washington D. C. y Nueva York.
Como centro de investigación asociado al Instituto Smithsoniano, los Archivos acogen materiales vinculados con una amplia variedad de arte y artistas estadounidenses. Todas las regiones y numerosas eras y movimientos artísticos están representados. Entre los artistas más significativos representados en su colección están Jackson Pollock, Lee Krasner, Marcel Breuer, Rockwell Kent, John Singer Sargent, Winslow Homer, John Trumbull y Alexander Calder. Además de la documentación acerca de los artistas, el Archivo recoge material documental de galerías de arte, marchantes de arte y coleccionistas de arte. También alberga una colección de más de 2000 entrevistas orales de historia relacionadas con el arte y presenta una publicación bianual llamada Archives of American Art Journal, que muestra colecciones de los Archivos.

## Historia
Los Archivos de Arte Americano fueron fundados en Detroit el año 1954 por el entonces Director del Detroit Institute of Arts, E.P. Richardson, y el coleccionista de arte Lawrence A. Fleischman de Detroit. Fruto de la preocupación por la falta de material relacionado con el arte americano, los dos organizaron los Archivos de Arte Americano, con el apoyo de académicos y empresarios. Su intención era recoger material relacionado con artistas americanos, marchantes de arte, instituciones y escritores y permitir a los estudiosos y escritores el acceso a las instalaciones En 1970 el Archivo pasó a formar parte del Instituto Smithsoniano, trasladándose su centro de procesamiento y almacenamiento de Detroit al antiguo edificio de la Oficina de Patentes en Washington D. C. (del inglés: Old Patent Office Building)

## Presente
Hoy en día la colección y oficinas están ubicadas en un edificio de bloques de oficinas fuera de la construcción de la Antigua Oficina de Patentes Cada año el Archivo rinde honores individuales a las contribuciones a la comunidad del arte americano con la Medalla de Arte Americano de los Archivos y a los historiadores del arte con el Premio A. Lawrence Fleischman a la excelencia académica en el campo de la historia del arte americano. Estos premios se otorgan en la gala anual de los Archivos Históricos y han sido otorgados a Mark Di Suvero, Chuck Close, John Wilmerding y otros

## Colecciones
Desde la fundación de los Archivos, todas las colecciones, tanto préstamos como donaciones a los Archivos, han sido duplicadas en microfilm, permitiendo a los Archivos ofrecer un acceso fácil a sus colecciones a nivel nacional y el establecimiento de bases de datos del archivo en Nueva York, Washington D. C., Boston, Detroit y en el DeYoung Museum en San Francisco Los afiliados en el presente son el DeYoung, Biblioteca Pública de Boston, el Amon Carter Museum y la Biblioteca Huntington Los Archivos también ofrecen el microfilm para el préstamo gratuito interbibliotacario El formato microfilm ha dejado de utilizarse en los Archivos siendo sustituido por la digitalización. Con fondos de la Fundación Terra para el Programa de Digitalización de Arte de América, el Archivo ha digitalizado numerosas colecciones que pueden consultarse en su página web En abril de 2011, los Archivos recibieron una segunda aportación de 3 millones de dólares de Terra para financiar otros cinco años de digitalización y equipamiento tecnológico, que comenzó en 2005 con una donación de 3.6 millones de dólares de Terra
Los Archivos basan su actividad principalmente en subvenciones y donaciones privadas que financian el proceso de archivo y conservación de las colecciones. En 2009 el Archivo recibió una subvención de 213.315 dólares de la  Fundación Leon Levy  para trabajar en los registros de la Galería André Emmerich y una donación de 100.000 dólares de la Fundación Kress  para completar la digitalización de los registros de la Jacques Seligmann & Company En 2009 el Archivo adquirió un total de 88 colecciones que ocupan 717 pies lineales

### Colecciones notables
El Archivo cuenta con una colección única con material de notables artistas, marchantes, críticos y coleccionistas. Mientras que los papeles y documentos componen una gran parte de los archivos, los objetos más singulares se han adquirido a lo largo de los años. Estos incluyen un nido de pájaro y una muñeca Kewpie (del inglés: Kewpie doll) de la colección del artista Joseph Cornell, la máscara mortuoria del pintor George Luks; un coche a escala de hierro fundido que perteneció a Franz Kline La carta más antigua de la colección fue escrita por John Smibert en 1743, en la que Smibert describe a su distribuidor sus teorías sobre el futuro del arte en América.

### Los documentos de artistas afroamericanos
Los archivos mantienen más de 50 colecciones en papel de artistas afroamericanos. Los temas tratados en estos documentos incluyen la experiencia personal del expatriado, el racismo dentro de las artes, y el Proyecto Federal de Arte (del inglés: Federal Art Project). La colección incluye los cuadernos de apuntes de Palmer Hayden, el diario de Horace Pippin que ilustra su servicio militar durante la Primera Guerra Mundial y las fotografías de Alma Thomas. Otras notables colecciones representan a Charles Alston, Hughie Lee-Smith, Jacob Lawrence, Romare Bearden y Henry Ossawa Tanner

### Los documentos de los artistas latinos y latinoamericanos
Más de 100 personas y organizaciones que están representadas en la colección de los Archivos Históricos del arte latinoamericano. Los temas son variados y entre otros están documentados aspectos del muralismo mexicano , el surrealismo, el patrocinio de arte del New Deal y el movimiento chicano (del inglés: Chicano movement). Las colecciones notables incluyen el diario de Carlos López, los cuadernos de apuntes de Emilio Sánchez, material de partida de Mel Ramos y materiales de investigación de Esther McCoy relacionados con la arquitectura mexicana. También mantienen historias orales a partir de 1964

### Los papeles de Rockwell Kent
El pintor, autor e ilustrador Rockwell Kent donó su colección en 1969. Contenía más de 60.000 cartas, notas, bocetos, manuscritos, fotografías y registros de negocios que cubren 70 años. Un mes más tarde su casa se quemó hasta los cimientos y Kent fue citado diciendo que él había querido donar toda la casa a los archivos

### Galería Leo Castelli
En 2007, la familia propietaria de la galería Leo Castelli donó sus papeles al Archivo. Costó tres años para organizar la recogida de más de 400 metros lineales de documentación. La colección se compone de las ventas de cada obra de arte vendida por la galería durante la vida de Castelli, las revisiones publicadas de exposiciones de la galería, fotografías y correspondencia con los muchos artistas que él representaba: Roy Lichtenstein, Ellsworth Kelly, Andy Warhol, entre otros

### Las historias orales
En 1958, la revista Archives of American Art comenzó un programa de historia oral con el apoyo de la Fundación Ford y continuó con el apoyo del Consejo de las Artes del Estado de Nueva York (del inglés: New York State Council on the Arts), Pew Charitable Trust, la Fundación Mark Rothko, y la Alianza de Arte de Pasadena (del inglés: Pasadena Art Alliance). Hoy en día los archivos albergan cerca de 2000 entrevistas de historia oral relacionadas con el arte americano y continúa con el financiamiento de la Terra Foundation of American Art, la Brown Foundation de Houston, la Widgeon Point Charitable Foundation, la Art Dealers Association of America y las donaciones de Nanette L. Laitman, que ha financiado él solo más de 150 entrevistas con artistas de América En 2009 los Archivos recibieron dos subvenciones importantes para promover su Programa de historia oral: un subsidio de 75.000 dólares de la Fundación AG, que fundó el archivo de historia oral de mujeres Elizabeth Murray en el Visual Arts Project, que recoge fondos de entrevistas de historia oral con mujeres importantes dentro de la comunidad del arte americano y una subvención de 250000 dólares de Save America's Treasures para ayudar a la digitalización de alrededor de 4.000 grabaciones y la preservación de 6.000 horas de sonido

## Exposiciones
Los Archivos organizan exposiciones temporales de sus colecciones en la Galería Lawrence A. Fleischman en el edificio de las antigua Oficina de Patentes - conocido como Donald W. Reynolds Reynolds Center for American Art and Portraiture- en Washington D. C.. Entre las exposiciones presentadas se incluyen:
- Of the Moment: A Video Sampler from the Archives of American Art
- Hard Times, 1929-1939 que examina el impacto del periodo de la Gran depresiónen los artistas americanos.[10]

## Administración
El Archivo de Arte Americano es uno de los nueve centros del Instituto Smithsoniano. Está encabezado por un director y una Junta de Gobierno de Administración, que incluye un Comité Ejecutivo, el Consejo y Eméritos

### Misión
Alumbrar a los estudiosos de la historia del arte en América a través de la colección, preservación y accesibilidad para el estudio de la documentación del rico legado histórico de esta nación